# Sur le balcon de Rigadin
Pour plus de détails, voir Fiche technique et Distribution.
Sur le balcon de Rigadin est un film muet français réalisé par Georges Monca, sorti en 1913.

## Fiche technique
- Titre : Sur le balcon de Rigadin
- Réalisation : Georges Monca
- Scénario :
- Photographie :
- Montage :
- Société de production : Pathé Frères
- Société de distribution : Pathé Frères
- Pays d'origine :  France
- Langue : film muet avec les intertitres en français
- Métrage : 220 mètres
- Format : Noir et blanc — 35 mm — 1,33:1 — Muet
- Genre :  Comédie
- Durée : 7 minutes 20
- Dates de sortie : 
  - France : 17 octobre 1913

## Distribution
- Charles Prince : Rigadin
- Gabrielle Lange
- Yvonne Harnold
- Gabrielle Debrives